# Roslagens GK
Roslagens GK Norrtälje är en golfklubb i Uppland som bildades 1965. Den består av två golfbanor, en 18-håls skogsbana och en 12-håls parkbana.

## Längd
| Gamla banan | Gamla banan | Nya banan | Nya banan |
| Tee         | Längd (m)   | Tee       | Längd (m) |
| ----------- | ----------- | --------- | --------- |
| 60          | 6045        | Vit       | 3945      |
| 55          | 5534        | Gul       | 3707      |
| 52          | 5180        | Blå       | 3215      |
| 49          | 4821        | Röd       | 3158      |
| 41          | 3954        | Orange    | 2728      |